# Магаш (хребет)
Магаш — горный хребет на Южном Урале. Находится на территории Архангельского района Башкортостана, хребет растянулся субмеридионально от деревни Магаш до реки Зилим. Магаш относится к хребтам Башкирского Предуралья.
Длина хребта — 7 км, ширина — 5 км, высоты до 409 м.
Сложен песчаниками, алевролитами, конгломератами различных пород нижнего триаса.
На хребте берут начало реки Кысынды и Магашелга  - притоки реки Зилим.
Ландшафты — преимущественно широколиственные леса на серых лесных почвах.